# 鲁埃达德拉谢拉
鲁埃达德拉谢拉，是西班牙卡斯蒂利亚-拉曼恰瓜达拉哈拉省的一个市镇。总面积51平方公里，总人口62人（2001年），人口密度1人/平方公里。